# Hipótese trifuncional

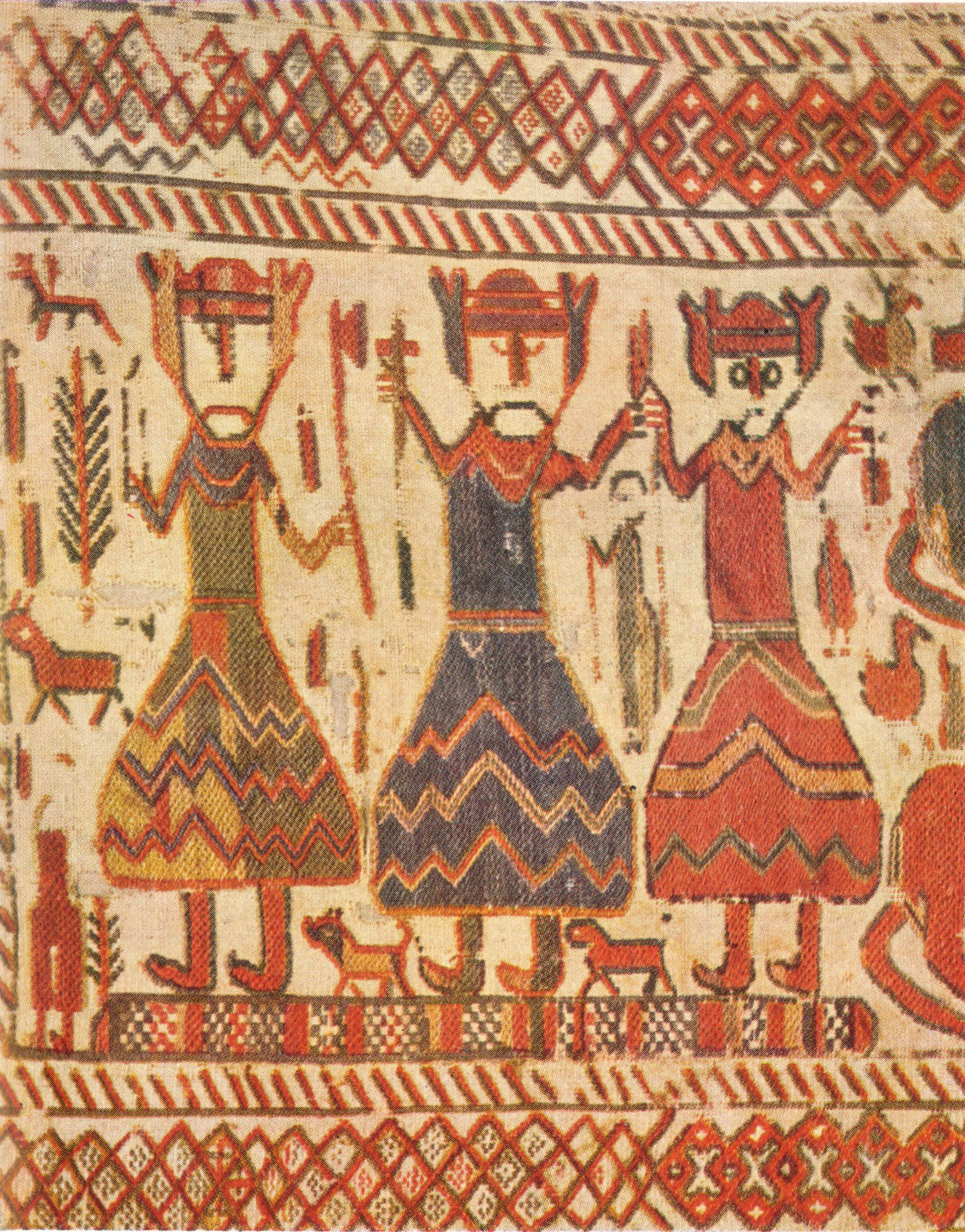
Esta parte de uma tapeçaria sueca do século XII tem sido interpretada como representando, da esquerda para a direita, Odin (caolho), o portador do martelo, Thor e Freyr portando uma espiga de cereal. Esta tríade corresponde de perto à divisão trifuncional: Odin é o patrono dos sacerdotes e mágicos, Thor dos guerreiros e Freyr da fertilidade e da agricultura..

A Hipótese Trifuncional é uma conjetura polêmica proposta pelo mitógrafo francês Georges Dumézil. A hipótese declara que a religião indo-europeia tem sociedades e religiões divididas em três papéis similares: guerreiros, sacerdotes e fazendeiros.